# Regne de Bulgària
El Regne de Bulgària (búlgar: Царство България, Tsarstvo Balgària), també conegut com a Tsarat de Bulgària o Tercer Imperi Búlgar búlgar: Трета българска държава Treta Bàlgarska darjava fou una monarquia constitucional a Europa central i oriental, que es va establir el 5 d'octubre del 1908 quan l'estat búlgar, abans un principat i estat vassall de l'Imperi Otomà, es va convertir en regne. Ferran I va ser coronat com a tsar en la declaració d'independència, principalment a causa dels seus plans militars i per buscar opcions d'unificació de totes les terres de la regió des Balcans amb una majoria ètnica búlgara (terres que havien estat arrabassades a Bulgària i lliurades a l'Imperi Otomà pel Tractat de Berlín).
L'estat estigué gairebé constantment en guerra durant tota la seva existència, fent honor al seu sobrenom de "la Prússia balcànica". Durant diversos anys, Bulgària va mobilitzar un exèrcit de més d'1 milió de persones de la seva població d'uns 5 milions i en la següent dècada (1910-20) es va involucrar en tres guerres: la Primera i la Segona Guerra dels Balcans i la Primera Guerra Mundial. Després de la Primera Guerra Mundial, l'exèrcit búlgar es va dissoldre, la seva existència fou prohibida per les potències aliades i tots els plans per a la unificació nacional de les terres búlgares van fracassar. Menys de dues dècades més tard, Bulgària va anar novament a la guerra per a la unificació nacional, com a part de la Segona Guerra Mundial, i es va tornar a trobar en el costat perdedor, fins que va canviar de bàndol, i es va unir als Aliats el 1944. El 1946 es va abolir la monarquia, el seu últim tsar fou enviat a l'exili i el Regne va ser reemplaçat per la República Popular de Bulgària.

## Formació

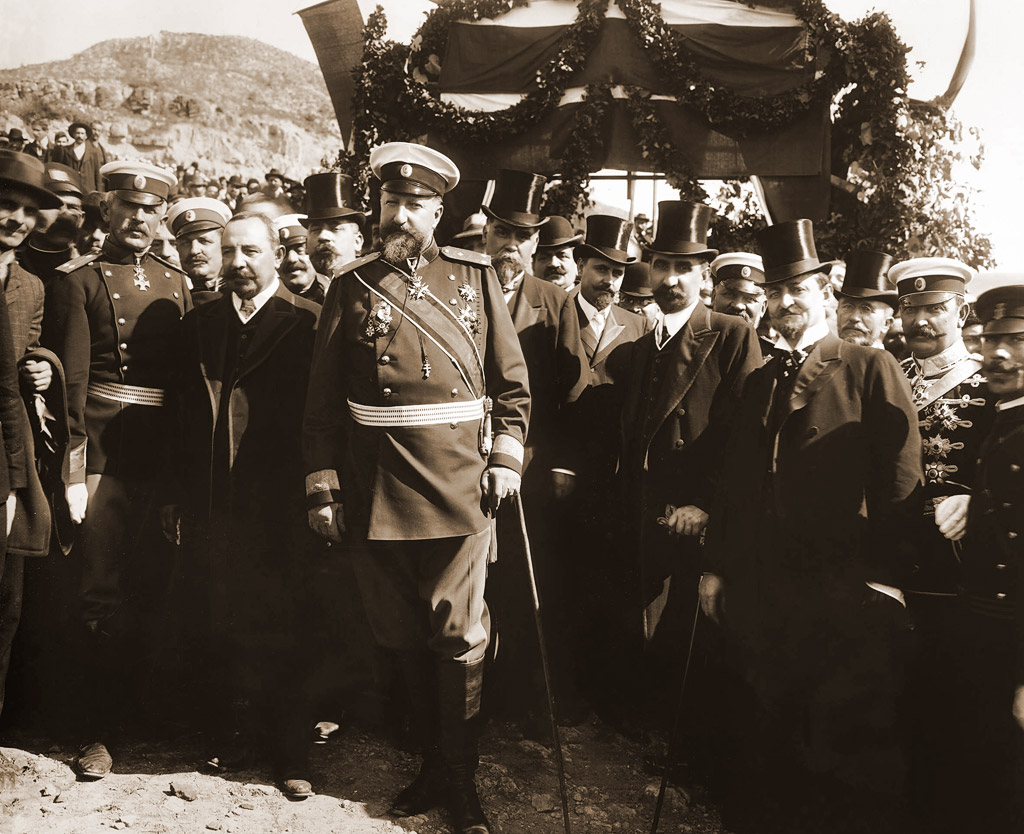
Ferran I de Bulgària a la proclamació de la independència de Bulgària, 1908

El Tractat de Berlín de 1878 definia el Principat de Bulgària com a vassall de l'Imperi Otomà, la qual cosa impedia el desenvolupament econòmic del país i limitava les seves capacitats en les relacions internacionals. Els acords de pau obligaven el Principat de Bulgària a complir el règim de capitulació imposat per les grans potències a l'Imperi Otomà, que exigia importacions preferents de béns industrials europeus i condemnava el desenvolupament de la producció nacional búlgara. Per tant, després de la consecució de la unificació de Rumèlia Oriental amb el Principat de Bulgària, els esforços de l'elit política búlgara estan dirigits a proclamar la independència.
El context es presentava favorable al setembre de 1908. En aquest moment, l'atenció de les grans potències es dirigia a la disputa francoalemanya sobre el Marroc, mentre que Austria-Hongria es preparava per annexionar-se Bòsnia i Hercegovina. Al mateix temps, a l'Imperi Otomà es va exacerbar el conflicte entre el sultà Abdul Hamid II i els Joves Turcs, que van provocar un cop d'Estat i l'establiment d'un govern d'aquests últims. A la línia de ferrocarril Edirne-Bèlovo va esclatar una vaga. El govern d'Aleksàndar Malínov aprofità l'ocasió i va confiscar la línia ferroviària, propietat de la companyia Chemins de fer Orientaux. La nit del 22 de setembre, el primer ministre de Bulgària va acollir amb beneplàcit el vaixell del príncep búlgar "Khan Krum" a prop de Russe. Des d'aquí, tot el govern búlgar, amb Ferran al capdavant, va marxar en tren fins a Tàrnovo, on s'havia de declarar la independència de Bulgària.
El 5 d'octubre [C.J. 22 de setembre] de 1908 a l'Església dels Quaranta Sants Màrtirs de Veliko Tàrnovo, es va proclamar la independència del nou Regne de Bulgària. Amb aquesta proclamació, Bulgària es convertia en un regne i actor de ple dret en les relacions internacionals. El príncep Ferran va adoptar el títol de "tsar dels búlgars". L'endemà, Àustria-Hongria es va annexionar Bòsnia i Hercegovina. Turquia, i després les grans potències, reconegueren la independència de Bulgària l'abril de 1909.

## Era de Ferran I

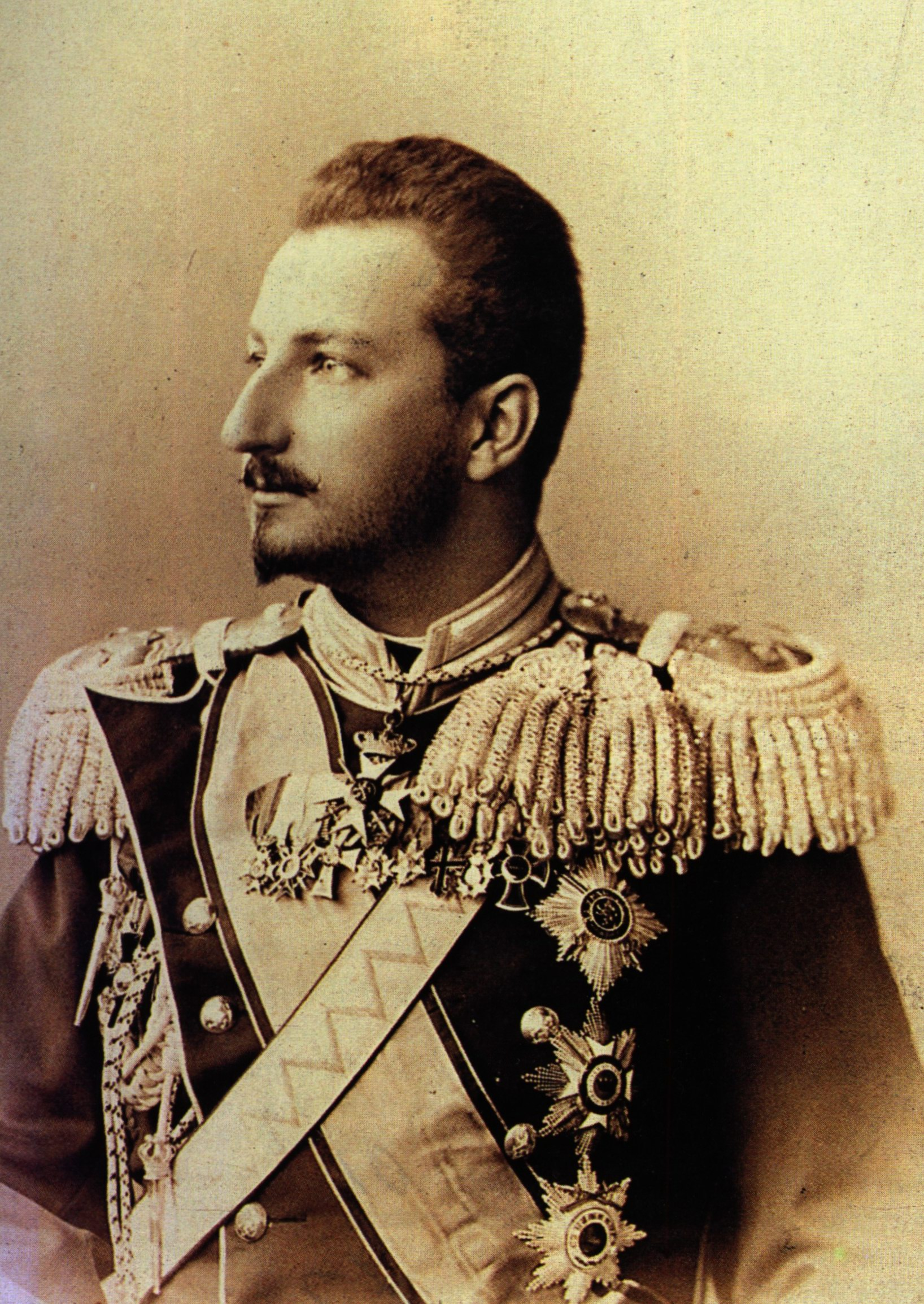
Ferran I - príncep (1887 - 1908) i tsar de Bulgària per al període 1908-1918

El 9 de juny de 1911, es va convocar la cinquena Assemblea Nacional a Tàrnovo, amb la finalitat d'esmenar la Constitució, per permetre l'extensió dels poders del monarca (el títol del qual fou canviat oficialment de "príncep", búlgar: княз, kniaz a "rei", búlgar: цар, tsar) a costa dels de l'Assemblea Nacional.

### Lliga Balcànica i Primera Guerra Balcànica
En la dècada del 1860 es va endegar un primer seriós intent de coalició antiotomana - l'anomenada Primera Aliança Balcànica - per iniciativa del príncep serbi Miquel III Obrenović.Després de la restauració de l'estat búlgar (1878), Belgrad i Atenes es van veure obligades a complir els seus plans d'expansió territorial. A principis de la dècada del 1890, el polític grec Kharílaos Trikupis va intentar aplegar Grècia, Sèrbia, Bulgària i Romania en una unió contra l'Imperi Otomà, però el seu pla per dividir Macedònia va ser rebutjat pel gabinet de Stèfan Stambolov. Propostes similars provinents de Sèrbia i Grècia foren rebutjades per Bulgària el 1897.
En els primers anys del segle xx, s'aguditzaren les contradiccions entre Bulgària, Sèrbia i Grècia sobre la qüestió macedònia. Belgrad reclamava l'anomenada "Antiga Sèrbia" (Kosovo i el nord de Macedònia, antics centres del regne de Esteve Dušan) i, per la seva banda, Atenes no només reclamava els territoris amb població d'origen grec (Epir, sud de Macedònia), sinó també els municipis que donaven suport al patriarcat de Constantinoble. Ambdues parts desenvoluparen propaganda armada per influir en les regions que volien annexionar-se (vegeu els articles lluita per Macedònia i propaganda sèrbia a Macedònia) i això conduí a un xoc ocult amb Bulgària, que donava suport a l'ORIMA.
El primer impuls per a la creació d'una unió balcànica el donà la crisi de Bòsnia. Sota l'amenaça d'un conflicte militar amb els austrohongaresos i Alemanya, Rússia es veié obligada a reconèixer l'annexió sense obtenir una compensació a canvi per a si mateixa i els seus aliats, Sèrbia i Montenegro.Atès que l'exèrcit rus encara no estava preparat per a la guerra amb les potències centrals, Sant Petersburg es comprometé a crear una aliança entre els estats balcànics per dificultar l'expansió d'Àustria-Hongria a la regió.
El 29 de febrer de 1912, Bulgària i Sèrbia van acordar una aliança militar contra Àustria-Hongria, Romania i l'Imperi Otomà. En un annex secret al tractat, ambdues parts es distribuïen les conquestes territorials de la propera guerra contra els turcs. A més s'hi descriu una zona controvertida a Macedònia nord-occidental. La decisió sobre a qui pertanyia se sotmetia a l'arbitratge obligatori del tsar de Rússia. L'acord serbobúlgar fou seguit per intenses negociacions entre Bulgària i Grècia amb la mediació britànica. L'acostament entre els dos països contribuí a la persecució dels búlgars i els grecs a l'Imperi Otomà pel per del règims dels Joves Turcs. El 16 de maig, el primer ministre Ivan Evstràtiev Gèixov i el plenipotenciari grec de Sofia, Dimítrios Panàs van signar una aliança contra l'Imperi Otomà. El tractat deixava disputes no resoltes entre els dos països sobre el govern de Macedònia meridional i Tessalònica.
L'agost de 1912 va ser signat un acord bulgaromontenegrí, amb el qual Montenegro acordava iniciar les hostilitats abans que altres aliats i a canvi rebria assistència financera de Bulgària.La Lliga Balcànica es va formar, finalment, el 23 de setembre, amb un acord entre Montenegro i Sèrbia.
La consegüent guerra dels Balcans aportà enormes èxits als aliats balcànics, l'Imperi Otomà es va posar de genolls durant uns mesos. A Çatalca els turcs en retirada van rebutjar a la rodalia les forces búlgares, amb la qual cosa l'exèrcit búlgar atura la seva marxa a Istanbul, però la caiguda d'Adrianòpolis va obligar l'Imperi Otomà a buscar la pau. El tractat de pau de Londres atorgà als aliats tots els territoris darrere de la línia Midie-Enez, en el que semblava ser la decisió final de la qüestió nacional búlgara, però alguns problemes sense resoldre, com ara la divisió de Macedònia i l'import de les reparacions de guerra van portar a una ruptura entre els països dels Balcans.

### Segona Guerra Balcànica

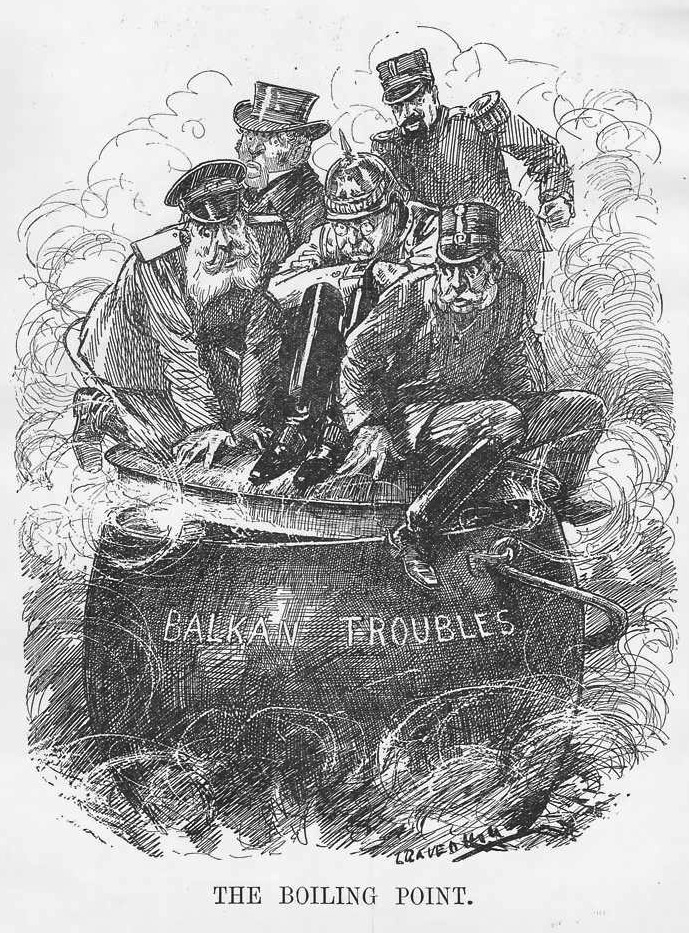
L'olla balcànica amb problemes: un dibuix animat relacionat amb les guerres balcàniques

Setmanes després de la Primera Guerra dels Balcans i el tractat de pau de Londres, començaren les tensions entre els aliats balcànics, associades a la distribució dels territoris ja conquerits. Sèrbia i Grècia va concloure un acord secret per al reconeixement de territoris adquirits de la guerra, i van atraure Montenegro a l'aliança. També es van dur a terme intents fallits d'afegir Romania i l'Imperi Otomà a l'aliança contra Bulgària El tsar Ferran I, no obstant això, esperava una resposta tèbia per part de Sèrbia i Grècia després d'un atac de Bulgària i va ordenar l'atac contra posicions sèrbies a l'"àrea en disputa" de Macedònia.
Les hostilitats van esclatar després d'un intent fallit del 2n i 4t exèrcits búlgars, la nit del 16 al 17 de juny, de foragitar les tropes sèrbies i gregues dels territoris en disputa. Després d'intensos combats a Kòtxani i Kilkís en els primers dies de la guerra, els búlgars es van veure obligats a retirar-se cap a l'est pel riu Bregalnitsa i al nord al llarg del Struma. En la seva aposta per l'expansió territorial a costa de Bulgària el 28 de juny, Romania participà en el conflicte al bàndol dels enemics de Bulgària. El 6 (19) de juliol hi intervenia l'Imperi Otomà, les tropes del qual creuaren la línia fronterera de Midie-Enez i ocuparen Adrianòpolis. Com a resultat dels combats a Kalimantsi i Kresna, l'avanç dels serbis i grecs a Macedònia es va aturar, però mentrestant les tropes romaneses van creuar el Danubi, i arribaren als afores de Sofia, la qual cosa obligà el govern de Bulgària a demanar una treva.

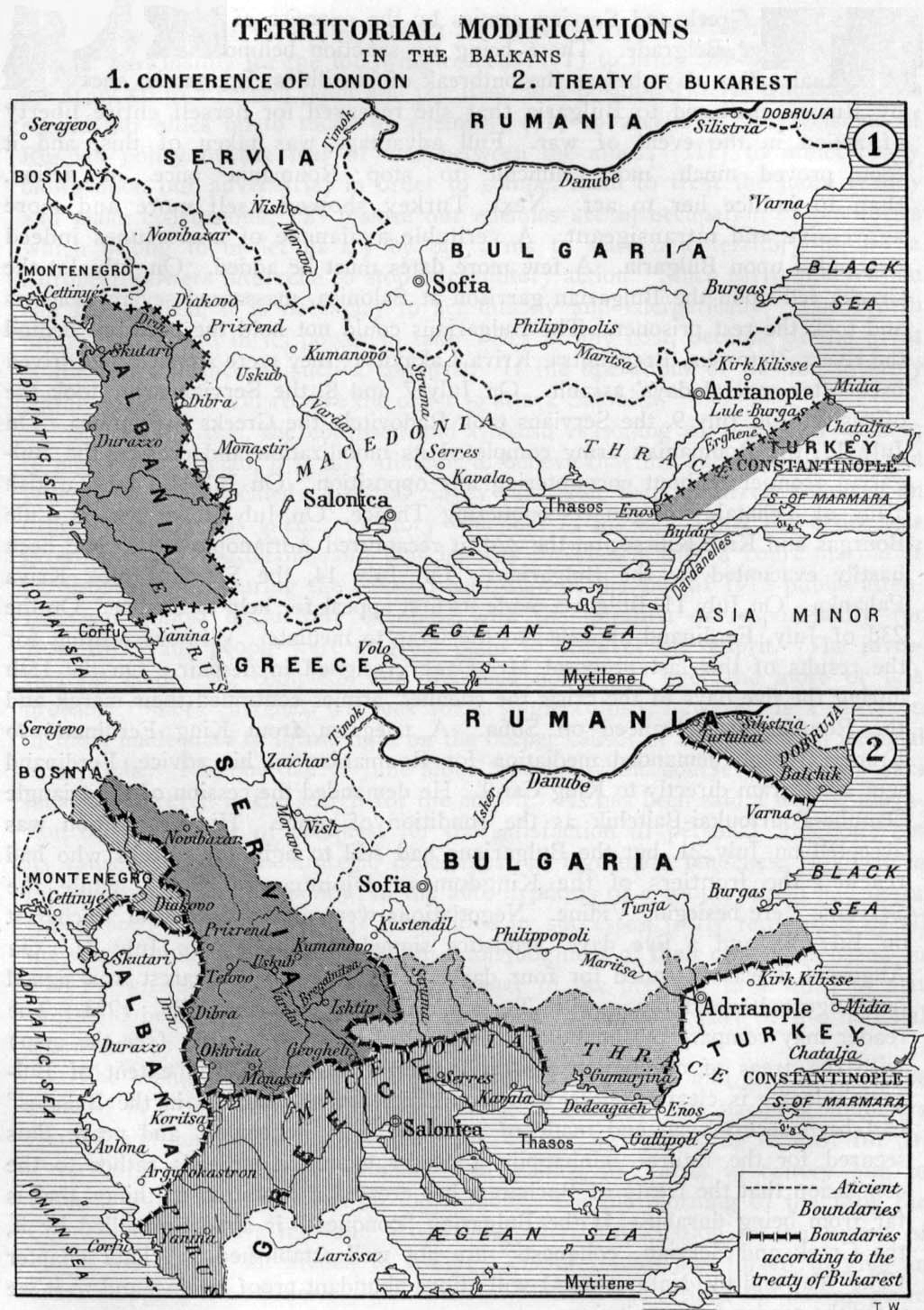
Els Balcans després de la Primera (a dalt) i després de la Segona Guerra Balcànica (a sota)

Canvis territorials després de la Primera i la Segona Guerra dels Balcans
Territoris arrabassats a l'Imperi Otomà
Territoris cedits a Romania

Amb el Tractat de pau de Bucarest, signat el 10 d'agost [C.J. 28 de juliol] de 1913, Bulgària es va veure obligada a cedir, als seus antics aliats, la major part de Macedònia, i a Romania, la Dobrudja Meridional. Sèrbia i Grècia consolidaren i expandiren les seves conquestes de la Primera Guerra dels Balcans, i gairebé duplicaren els seus territoris. L'Imperi Otomà recuperava Tràcia oriental amb el Tractat de Constantinoble. La població de les terres conquerides estigué subjecta a neteja ètnica: centenars de milers de búlgars, grecs i turcs es van veure obligats a abandonar casa seva a Macedònia i Tràcia.
Els tractats de pau no resolgueren les contradiccions entre els països balcànics i, fins i tot, aprofundiren el problema amb els búlgars a Macedònia i la reclamació de Bulgària sobre Macedònia del Vàrdar. El mateix Edward Gray (secretari d'Afers Exteriors del Regne Unit 1905 - 1916) assenyalà: 
| « | tota pau als Balcans era impossible mentre existia el Tractat de Bucarest. | » |

Els significatius costos i les víctimes de la guerra augmentaren la dependència econòmica i financera dels principals països europeus. Amb l'esclat de la Primera Guerra Mundial (juliol de 1914), es va renovar l'acció militar als Balcans.

### Bulgària durant la Primera Guerra Mundial

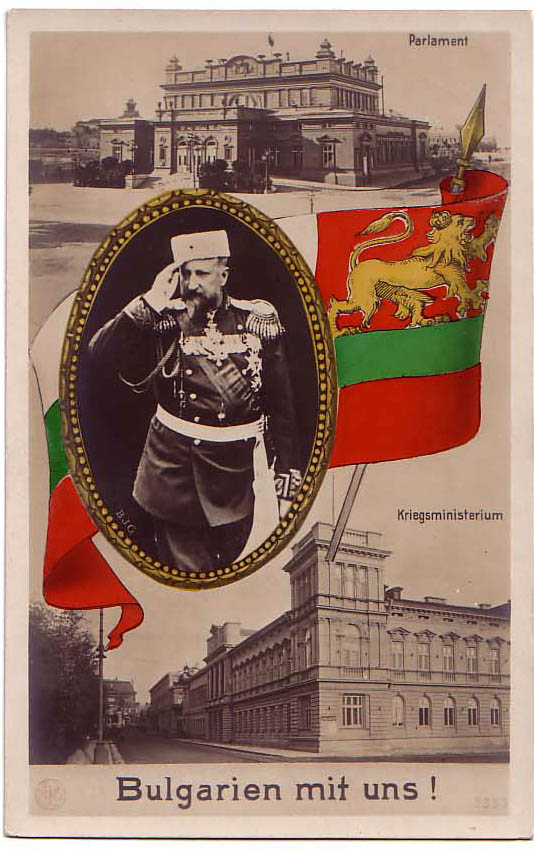
Bulgarien mit uns! – "Bulgària amb nosaltres!", una postal de l'època que assenyala l'adhesió de Bulgària a les potències centrals

La participació de Bulgària en la Primera Guerra Mundial inclou les activitats de combat del Regne de Bulgària en la Primera Guerra Mundial, que abasta el període d'octubre de 1915, quan el Regne de Bulgària va declarar la guerra al Regne de Sèrbia, fins al 29 de setembre de 1918, quan, amb la signatura de l'Armistici de Tessalònica, el país va capitular.
Durant molt de temps el país va rebre pressions per part de dues forces principals (la Triple Entesa i la Triple Aliança) per unir-se a la guerra. Les dues forces principals en conflicte oferien diferents beneficis per al país - L'Entesa oferia territoris a l'est de la línia Midie-Enez i una zona indiscutible a Macedònia. Les potències centrals, que eren vitals per mantenir Bulgària, oferien tota la Dobrudja meridional, una zona indiscutible, juntament amb tota la Macedònia Sèrbia i la Macedònia Egea. Així que, finalment, Bulgària es va posar del costat de la Triple Aliança, amb la qual cosa la coalició es dotava d'un soci molt fort i important als Balcans. A diferència de Bulgària, tots els altres països balcànics, excepte l'Imperi Otomà, formaren part de l'Entesa. Després d'una sèrie de batalles reeixides contra el serbis i els grecs, l'administració búlgara ocupà tota la zona de Macedònia del Vàrdar, amb la província sèrbia, i l'1 de setembre de 1916, el Regne de Bulgària va declarar la guerra a Romania. Les tropes búlgars i turques van derrotar l'exèrcit serboromanès a Dòbrudja. Posteriorment, les tropes búlgares i turques van creuar el Danubi i juntament amb les forces d'altres aliats conqueriren la capital romanesa, Bucarest.
A poc a poc, l'economia del país s'esgotava i quedava clar que Bulgària no estava preparada per suportar una llarga guerra. No hi havia prou munició, roba i menjar per als soldats, i la creixent pressió de l'Entesa provocava grans pèrdues de força vital, tot i que els búlgars encara mantenien les seves posicions a Macedònia i Romania. La situació s'agreujà al setembre de 1918], quan les forces aliades varen fer una ruptura a Dobro Pole, que fou també el motiu de la revolta de Vladàia. Els soldats búlgars es negaren a lluitar, es rebel·laren i es retiraren, i arribaren fins a la capital en la seva protesta. El motiu d'aquesta rebel·lia és l'economia del país. L'exèrcit es veia obligat a viure de racions extremadament miserables. Quan els soldats tornaven del front, esparracats, mutilats, ferits i despatxats, va néixer la idea d'aixecar-se a Sofia. La rebel·lió fou sufocada, el que marca en realitat el començament del final de la guerra per a Bulgària. El rei Ferran I abdicà.
Bulgària fou el primer país a signar un alto el foc el 29 de setembre de 1918. La guerra s'havia perdut, i com a resultat dels tractats posteriors, el país es veié obligat a pagar milions de francs als països victoriosos. Bulgària estava experimentant una nova catàstrofe nacional. Immediatament després de Bulgària, el 3 d'octubre, Alemanya i Àustria-Hongria es dirigiren al president dels Estats Units per sol·licitar una treva. Àustria i Hongria decidiren de signar dos tractats separats, que acabaven amb l'Imperi i la Primera Guerra Mundial.

### Arquitectura, teatre, música, belles arts i literatura durant el regnat de Ferran I

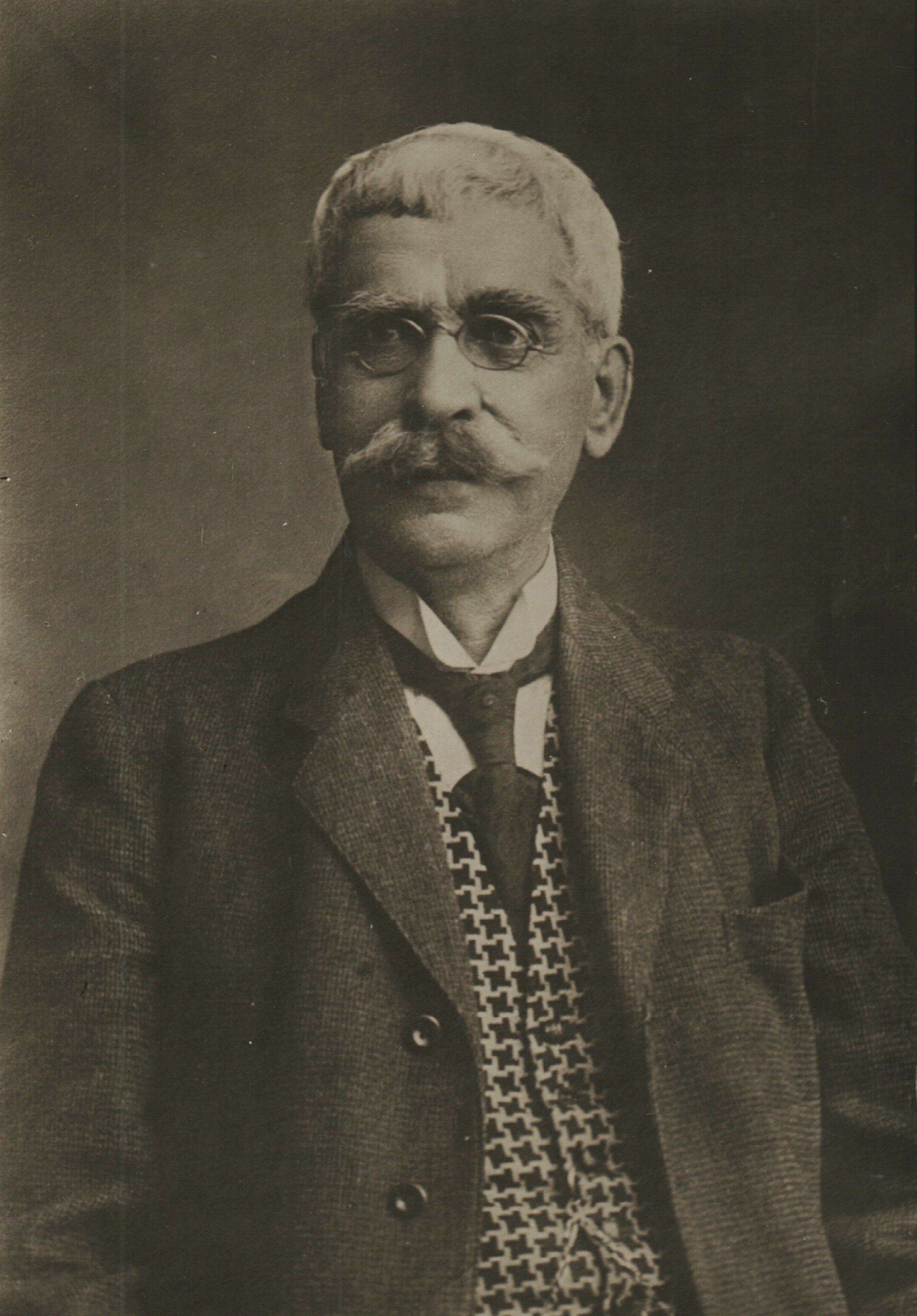
El patriarca de la literatura búlgara Ivan Vàzov

La literatura búlgara va experimentar un fort desenvolupament durant el període d'alliberament, especialment durant el regnat de Ferran. Les lluites per l'alliberament nacional van ser el tema predominant dels anys vuitanta del segle xix. Aquest tema es presenta amb més claredat en l'obra d'Ivan Vàzov, que durant aquest període va crear el cicle "L'epopeia dels oblidats", búlgar: Епопея на забравените Epopeia na zabravènite i la novel·la Sota el jou. Zahari Stoiànov escriu les seves memòries "Notes sobre els aixecaments búlgars", búlgar: Записки по българските въстания Zapiski po balgàrskite vastània. Les idees estètiques similars tenen els seus continuadors, representants de la literatura nacional, Tsani Guíntxev, Mihalaki Gueorguíev i altres.

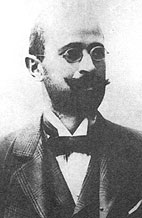
Kràtio Kràstev - el fundador de la crítica literària búlgara

Als anys noranta del segle xix, la literatura búlgara va percebre algunes idees modernes de l'època. Els seus portadors són els escriptors i poetes aplegats al voltant de revista Míssal, búlgar: Мисъл ("Pensament"), Kràstio Kràstev, Petko Tòdorov, Pentxo Slavèikov, Peio Iàvorov. Expressen la seva insatisfacció amb les aspiracions patriòtiques col·lectivistes de l'era anterior, personificades per Ivan Vàzov, i es dirigeixen cap als valors universals. La crítica literària anomena a aquesta primera generació del modernisme búlgar "individualistes", búlgar: индивидуалисти individualisti. En el seu entorn es formen les primeres manifestacions del simbolisme en la literatura búlgara. Juntament amb Iàvorov, Teòdor Traiànov és considerat el fundador d'aquest corrent, al qual pertanyen Emanuïl Popdimítrov, Dimtxo Debeliànov, Hristo Iàssènov i d'altres.
Entre els col·laboradors de Míssal cal destacar Aleko Konstantínov, l'autor de l'obra de ficció búlgara més popular:" Bai Gànio. La introducció de les idees modernes a la ficció està relacionada amb l'obra d'Anton Straiximírov. Al final del segle, va començar el seu recorregut literari Elin Pelin.
Durant el regnat de Ferran, també creen els artistes Ivan Mourkitxka, Vladímir Dimitrov, Aleksàndar Mutàfov i altres.
L'arquitectura experimenta un període d'auge. Per ordre del rei es van construir els palaus de Vrana i Tsarska Bístritsa, i es van fer importants arranjaments al Palau Reial de Sofia. També es van construir grans espais públics com el Teatre Nacional Ivan Vàzov, el primer edifici de la moderna Biblioteca Nacional "Sants Ciril i Metodi". Els arquitectes txecs Václav Antonín Kolář i Václav Prošek, van construir a Sofia el Pont de les Àguiles i els monuments a Vassil Levski i al tsar alliberador Alexandre II.
Els primers grups de teatre búlgars es van fundar en la dècada del 1880. Més tard, van aparèixer els primers actors professionals i les primeres companyies de teatre. Es poden esmentar Adriana Budevska, Konstantín Kissímov, Ivan Dànov i Olga Kírtxeva. També hi ha moltes produccions dramàtiques originals.
Només deu anys després de l'alliberament, van sorgir els primers compositors búlgars. Aquests combinaven els elements nacionals de la música tradicional búlgara amb la cultura musical contemporània. Els més significatius entre ells són Pantxo Vladiguèrov, Petko Stàinov, Liubomir Pipkov, Svetoslav Obrètenov i Marín Golemínov). L'art musical i l'òpera està representat amb cantants com Stèfan Makedonski, Hristina Mòrfova, Mihaïl Popov, Mihaïl Liutskànov i altres. La música moderna, interpretada per orquestres militars, dirigides per estrangers, va entrar ràpidament a Bulgària. En aquella època, van néixer cançons escolars molt conegudes. El professor de música Panaiot Pípkov creà la música de l'himne dels Sants Ciril i Metodi, sobre poemes de Stoian Mihailovski. A finals del segle xix i principis del segle xx, es van escriure i interpretar les primeres òperes búlgares.

### Transport i indústria
La indústria lleugera es trobava principalment en desenvolupament. S'havien construït moltes fàbriques tèxtils i de mobles, així com diverses fàbriques de cervesa.

### Abdiació
Després del trencament a Dobro Pole, al sud de Macedònia, la treva de Salònica i la capitulació de Bulgària el 30 de setembre, forçat per les circumstàncies, el rei Ferran va abdicar el 3 d'octubre de 1918, a favor del seu fill, el príncep Boris de Tàrnovo (o tsar Borís III).

## Era de Boris III

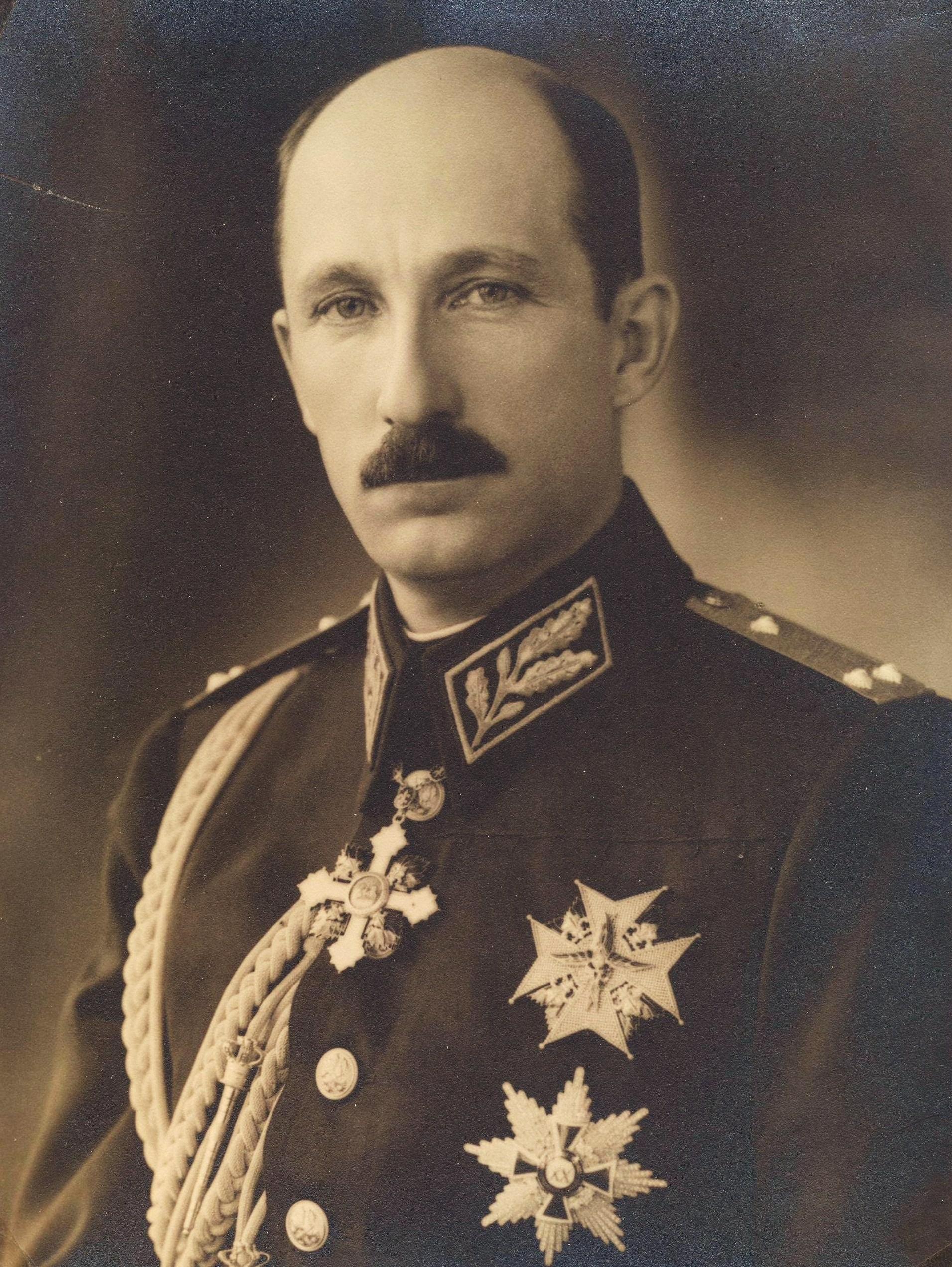
El tsar Borís III

El 3 d'octubre de 1918, el rei Ferran I va assumir la culpa d'una nova catàstrofe nacional i va abdicar en benefici del seu fill gran, el príncep hereu Boris de Saxe-Coburg-Gotha, que va adoptar el nom de Borís III.

### Tractat de Neuilly
El Tractat de Neuilly se signa amb els països de l'Entente] i acaba la participació de Bulgària en la Primera Guerra Mundial. Va ser signat, per part del bàndol búlgar, pel primer ministre Aleksàndar Stamboliski, el 27 de novembre de 1919 al municipi francès de Neuilly-sur-Seine.

Les fronteres de Bulgària després del Tractat de Neuilly

A l'estiu de 1919, el parlament va enviar una delegació búlgara a la Conferència de Pau de París dels països que havien estat derrotats a la guerra. Els primers homes d'estat de Bulgària viatjaren i arribaren com a presoners de guerra. Viatjaren vuit dies amb tren a París sense cap comoditat, i hagueren d'anar via Belgrad, custodiats tot el temps per oficials i alguns batallons de soldats senegalesos. Van arribar a París el 27 de juliol, i durant dos mesos no se'ls va permetre sortir de l'hotel Château de Madrid sense permisos especials emesos un dia abans.
A principis de març van començar les reunions de la comissió sobre la qüestió de Dobrudja, les fronteres entre Romania i Bulgària i entre Bulgària i Sèrbia. A mitjans d'abril se sabé que els delegats de Bulgària, Àustria i Turquia no serien convidats a la conferència en la qual se signaria el tractat preliminar.
A principis de juny, els delegats romanesos, serbis i grecs prepararen els termes d'un tractat de pau amb Bulgària per proporcionar-los al Consell dels Quatre. A Sofia hi havia rumors que Bulgària perdria a favor de Grècia els seus beneficis de la guerra dels Balcans. Cada cop es veia més clar que els búlgars serien desposseïts de tots els territoris que havien estat conquistats a còpia d'innombrables sacrificis. A més, la protecció de les velles fronteres estatals anteriors a la guerra era qüestionable. El 18 de juny, el rei Boris III va emetre un decret per reparar els antics posts de frontera danyats.
A París, la delegació sèrbia va promulgar un memoràndum on demanava una correcció de la frontera amb Bulgària. Aquesta esmena preveia l'annexió de Vidin, Belogràdtxik, Tsàribrod (avui Dimítrovgrad), Tran, Bosilegrad, Kiustendil, Strúmitsa (Strumica) i Pètritx al Regne de Sèrbia, no només per consideracions "estratègiques" sinó també "nacionals".
Els representants dels Estats Units s'oposaren a un tractament tan venjatiu per als vençuts, perquè temien que provocaria una nova guerra mundial (com de fet va passar el 1939). El president Woodrow Wilson insistí a respectar el principi d'autodeterminació ètnica en els territoris de la postguerra, fins i tot la frontera búlgara a la línia Midie - Rodostó estava fermament recolzada pels Estats Units, però França i el Regne Unit rebutjaren l'enfocament prudent dels Estats Units; en resposta a això, el president abandonà la conferència i deixà només alguns dels seus subordinats per participar-hi.
El 19 de setembre, a les 10:00 i 25 minuts, al Ministeri de Relacions Exteriors de França, Georges Clemenceau va lliurar oficialment a la delegació búlgara les condicions per a la pau. En un termini de 25 dies, el bàndol búlgar havia de presentar les seves objeccions per escrit al Consell Suprem, que, després de considerar-les, establiria un nou termini per al tractat general final de Bulgària.

### Cop d'estat de 1923

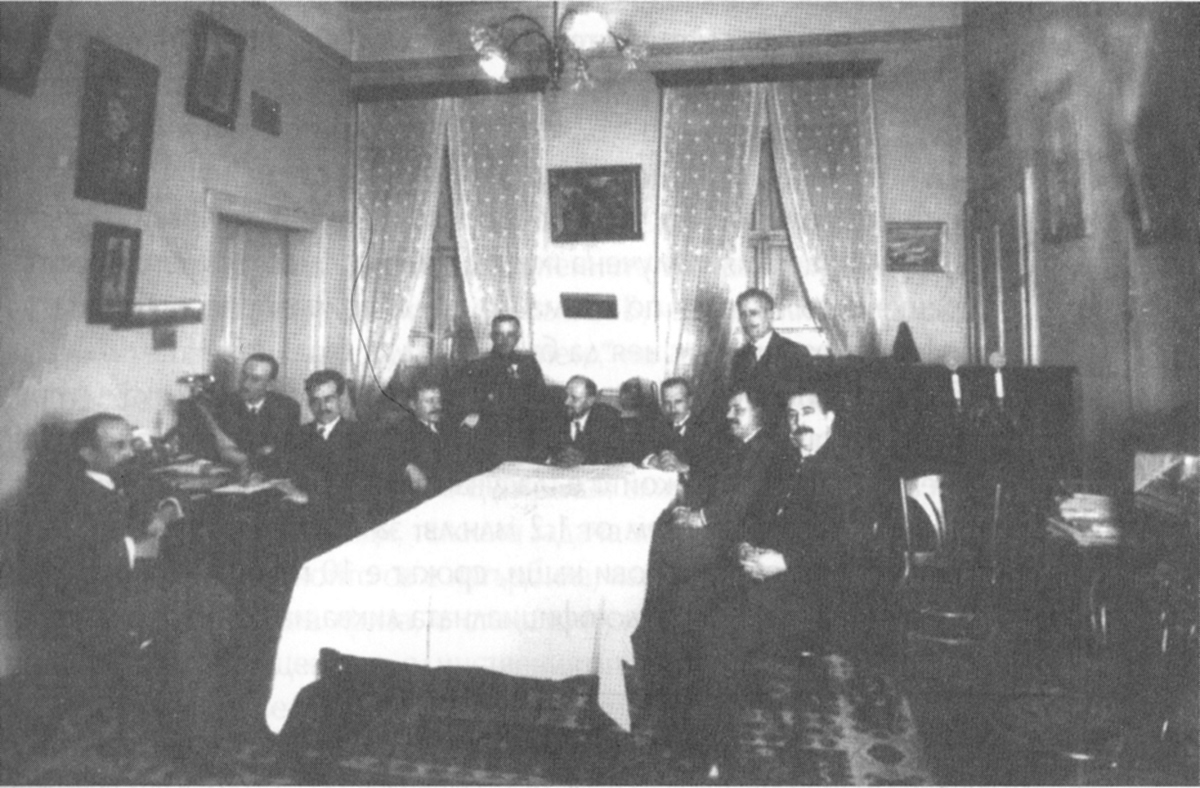
Els líders del cop d'estat del 9 de juny a la casa d'Ivan Rússev (reconstrucció posterior). D'esquerra a dreta: Dimo Kazàssov, Kimon Gueorguíev, Nikola Ràtxev, Ianaki Mol·lov, Ivan Vàlkov, Aleksàndar Tsankov, Hristo Kalfov, Ivan Rusev, Pètar Tòdorov, Tsviatko Boboixevski

El desencant de la societat pels partits burgesos, que havien conduït el país a una altra catàstrofe nacional, dugué al poder a la Unió Popular Agrària Búlgara (BZNS, per les inicials del seu nom en búlgar). El gabinet, dirigit pel Aleksàndar Stamboliiski va començar amb vigoroses reformes: es va dur a terme una reforma agrària, es va introduir el treball obligatori, es va simplificar l'ortografia i es va introduir l'educació obligatòria fins al vuitè grau. Envers l'exterior, els agricultors buscaven escalfar les relacions amb els països dels Balcans i Occident. La gestió de la BZNS s'encaminà envers l'autoritarisme amb el suport de l'anomenat "Guardia Taronja", que establí una dictadura agrícola. També es van exacerbar les relacions amb els militars i la VMRO: els primers, a causa de la pèrdua de privilegis i els acomiadaments massius, i els segons a causa de la guerra dels camperols amb l'organització macedònia.
Descontents amb les condicions imposades, diversos partits burgesos s'uniren en el Bloc Constitucional. Tanmateix, en el seu primer congrés, la BZNS va organitzar una reunió de camperols que expulsaren amb força els polítics. Més tard, molts van ser condemnats, en ser considerats responsables de les catàstrofes nacionals.
L'Aliança Popular, la Unió Militar i la VMRO s'uniren per iniciar accions contra la Unió Agrària i prengueren la decisió de dur a terme un cop d'estat.
A principis del matí del 9 de juny, el general Làzarov i Damian Vèltxev lideraren els rebels de l'Escola Militar i la guarnició de Sofia i s'apoderaren de tots els punts estratègics de la ciutat. Es va detenir el ministre d'Agricultura i 700 guàrdies taronges.
Com a conseqüència del cop d'estat, el govern d'Aleksàndar Stamboliski fou derrocat i se'n va formar un de nou, dirigit per Aleksàndar Tsàkov.
Els activistes de la VMRO participaren activament en el cop d'estat. La VMRO també va deposar Ràiko Daskalov (assassinat el 23 d'agost), igual que altres líders agrícoles, i va cooperar amb Tsankov contra l'esquerra.
En alguns llocs, hi va haver intents de resistència dels activistes agrícoles i grups individuals de voluntaris comunistes, uns fets que han romàs a la història com la rebel·lió de juny. L'activitat més important dels rebels es donà a les ciutats de Pleven i Xumen. Gairebé tots els de Pleven van ser capturats. No obstant això, la revolta no tenia ni caràcter organitzat, ni lideratge unificat ni cobertura omnipresent, fet que ajudà les guarnicions governamentals a esclafar-la.
La direcció de Partit Comunista Búlgar es negà a intervenir en la defensa del govern agrícola enderrocat, i va adoptar una "posició neutral". El Comitè Central del Partit Comunista Búlgar considerà que es tractava d'una revenja entre la burgesia rural i la urbana.
A Slavovitsa, on es trobava Stamboliski, s'aplegaren centenars de pagesos armats dels pobles del voltant i, sota la seva autoritat, e 10 de juny estaven situats en la proximitat de Pazardzjik. Els comunistes de la ciutat, però, rebutjaren la proposta del primer ministre d'accions conjuntes contra la guarnició local. Stamboliski no emeté una ordre per atacar, perquè estava clar que les forces eren desiguals, i l'esperança que la guarnició local se subordinés a l'ex primer ministre no va tenir lloc. Per tal de no convertir el setge de Pàzardjik en un sagnant pogrom, l'11 Stambolisky ordenà als pagesos que es dispersessin. Ell mateix estigué durant tres dies amagant-se de poble en poble, fins que va ser traït pels camperols de la localitat de Golak; fou capturat i una mica més tard brutalment torturat i assassinat per militants de la VMRO.
Sota pressió de la Komintern, el PCB reforçà la idea que el partit s'havia d'oposar als conspiradors. Es va planificar una insurrecció armada per al setembre de 1923 (la revolta de setembre).

### Revolta de setembre
Pel que fa al cop d'estat i el posterior aixecament de juny, la direcció del Partit Comunista va adoptar una posició de neutralitat perquè considerava que el que estava succeint al país era una "lluita de poder entre la burgesia rural i la urbana". Aquesta posició és el resultat de la percepció dels vells líders del partit, encapçalats per Dimítar Blagòev i Tòdor Lukànov, que creien que Bulgària no estava madura per una situació revolucionària. S'oposen a un curs tan radical de la lluita, perquè el Partit Comunista era un partit legal i amb representació parlamentària. En la 19a Assemblea Nacional, el partit tenia 50 diputats i era la segona força política després de la Unió Agrària. L'experiència política de Dimítar Blagòev, fundador del moviment socialista a Bulgària, el feia oposar-se a les precipitades accions revolucionàries dels comunistes d'esquerra, que posarien el partit fora de la llei i en aïllament polític durant molts anys. Al mateix temps, les organitzacions del partit al llarg del país es declararen contràries al cop, i algunes fins i tot s'uniren a l'aixecament de juny.
La rebel·lió va esclatar primer a Kazanlak, i després es va estendre a d'altres llocs, com ara Lom, Ferdinand, Vratsa i Vidin. Després de la sortida de Gueorgui Dimítrov i Vassil Kolàrov Kolàrov pel nord-oest de Bulgària, no es van prendre mesures preparatòries a Sofia per a una rebel·lió. El motiu d'això és que l'organització de Sofia de Partit Comunista estava dominada pels partidaris de la resistència legal contra el règim de Tsankov. Al final, es va formar un comitè militar-revolucionari, compost per Anton Ivànov, Dimítar Gítxev i Tòdor Atanàssov, però fou destituït, i els seus membres van ser arrestats el 21 de setembre. El fracàs de l'aixecament a Sofia permeté al govern d'utilitzar les poderoses unitats militars concentrades allà contra els insurgents d'altres parts del país.
L'aixecament esclatà a escala limitada a Ihtimàn i Sàmokov, així com a pobles separats als voltants de Sofia i Pirdop. Ihtimàn i Kòstenets foren ocupades, però els rebels van ser ràpidament derrotats per fortes tropes procedents de Sofia. En altres llocs a Bulgària, les tropes governamentals controlaren ràpidament els mal armats insurgents i, a finals del 29 de setembre, només quedaven petites bandes que combatien caòticament contra les tropes del govern.

### Cop d'estat de 1934

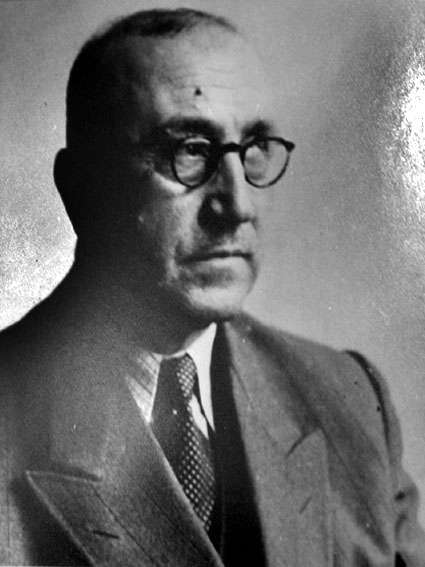
Kimon Gueorguíev

En les eleccions parlamentàries del juny de 1931, l'Aliança Democràtica fou derrotada enfront del Bloc Nacional, una coalició formada per diversos partits polítics.
Aprofitant els desacords i divisions que es produïren en el si del Bloc Nacional durant la primavera de 1934, els dies 18 i 19 de maig, l'Aliança Militar i el cercle polític Zveno, amb l'ajuda de l'exèrcit búlgar va dur a terme un cop d'estat.
En les seves memòries, Pètar Hadjíivanov, participant directe en el cop, assenyala que el pla original preveia l'assassinat del rei Borís III i la seva família. Per a aquest propòsit es va preparar un grup de protoguerovistide la VRMO, al qual les forces de l'Aliança Militar, sota les ordres del coronel Tòdor Kràstev, no li barrarien el pas. En l'últim moment la decisió va ser revocada, i el mateix Hadjíivanov fou enviat a lliurar ordres a Kràstev de no permetre que ningú no entrés a palau.
Després del cop d'estat, es va formar un govern encapçalat per Kimon Gueorguíev.
Tots els partits polítics manifestaren el seu desacord amb el cop d'estat, i els seus representants el condemnaren en major o menor mesura. Tot i que no organitzaren resistència activa contra el nou govern, es prengueren mesures preventives contra alguns polítics: a províncies, alguns pagesos foren internats, com ara Dimítar Guítxev i Hristo Stoiànov; també s'actuà contra socialistes (Pètar Djídrov), liberals com Boian Smilov, ex oficials com Dimítar Porkov i figures públiques com Danaïl Kràptxev.
El Partit Comunista Búlgar (PCB) feu una crida a la vaga general i a un aixecament, però no tingué conseqüències. El govern va fer especials esforços per liquidar els grups comunistes de l'exèrcit i l'organització comunista il·legítima que es mantenia després de la prohibició. Més de 500 comunistes reberen severes sentències, incloent-hi la pena de mort; desenes d'ells foren assassinats, i un gran nombre es veié obligat a abandonar el país.
Ja en els primers dies de la seva existència, el nou govern va procedir a transformacions substancials en la vida interna del país: va derogar la Constitució de Tàrnovo dissolgué l'Assemblea Nacional prohibí els partits polítics, les organitzacions revolucionàries i els sindicats. Va introduir un nou sistema de govern: nomenament d'alcaldes pel govern central, la creació d'organitzacions professionals estatals (Unió de Treballadors de Bulgària). Al juny, es va establir la Direcció de Regeneració Pública, que hauria d'establir les bases d'un règim totalitari amb propaganda sistemàtica i organitzacions del sector públic.
Gràcies als diners serbis distribuïts generosament per l'ambaixada iugoslava, la societat bulgaroiugoslava, i especialment la Societat Estudiantil per a l'Amistat entre Iugoslàvia i Bulgària, van aconseguir molt d'impuls. Es varen dur a terme conferències i debats a tot el país per promoure la Federació Balcànica, que aniria des del cim del Triglav (a l'actual Eslovènia) fins a la mar Negra i des de la mar Egea al Danubi, amb Belgrad com a capital, i l'irredemptisme iugoslau sota la dinastia Karađorđević.
L'assassinat a Marsella d'Alexandre I de Iugoslàvia el 1934 representà un punt d'inflexió. El 22 de gener de 1935, vuit mesos després de l'arribada al poder de Georguíev, el rei Borís III, juntament amb oficials de la Unió Militar, va aconseguir dur a terme un contracop i fer dimitir Kimon Gueorguíev.Es designà un govern provisional, encapçalat per Pentxo Zlàtev. Fins a la seva mort el 1943, el rei conservà el seu paper preponderant en la política.

### Govern autoritari (1935 – 1943)
Després de la destitució de Kimon Georguíev, el rei va fer diverses reformes. Es restaurà la Constitució de Tàrnovo, però no els partits polítics prohibits després del cop. El país es regí per una forma de majoria parlamentària controlada per ell. El primer ministre i el govern eren nomenats directament per Boris III, i el país es governava de manera autoritària. No obstant això, es dugueren a terme eleccions parlamentàries i hi havia una oposició governamental legal. A les eleccions de 1938, les dones van obtenir, per primer cop, el dret a vot.

### Bulgària durant la Segona Guerra Mundial

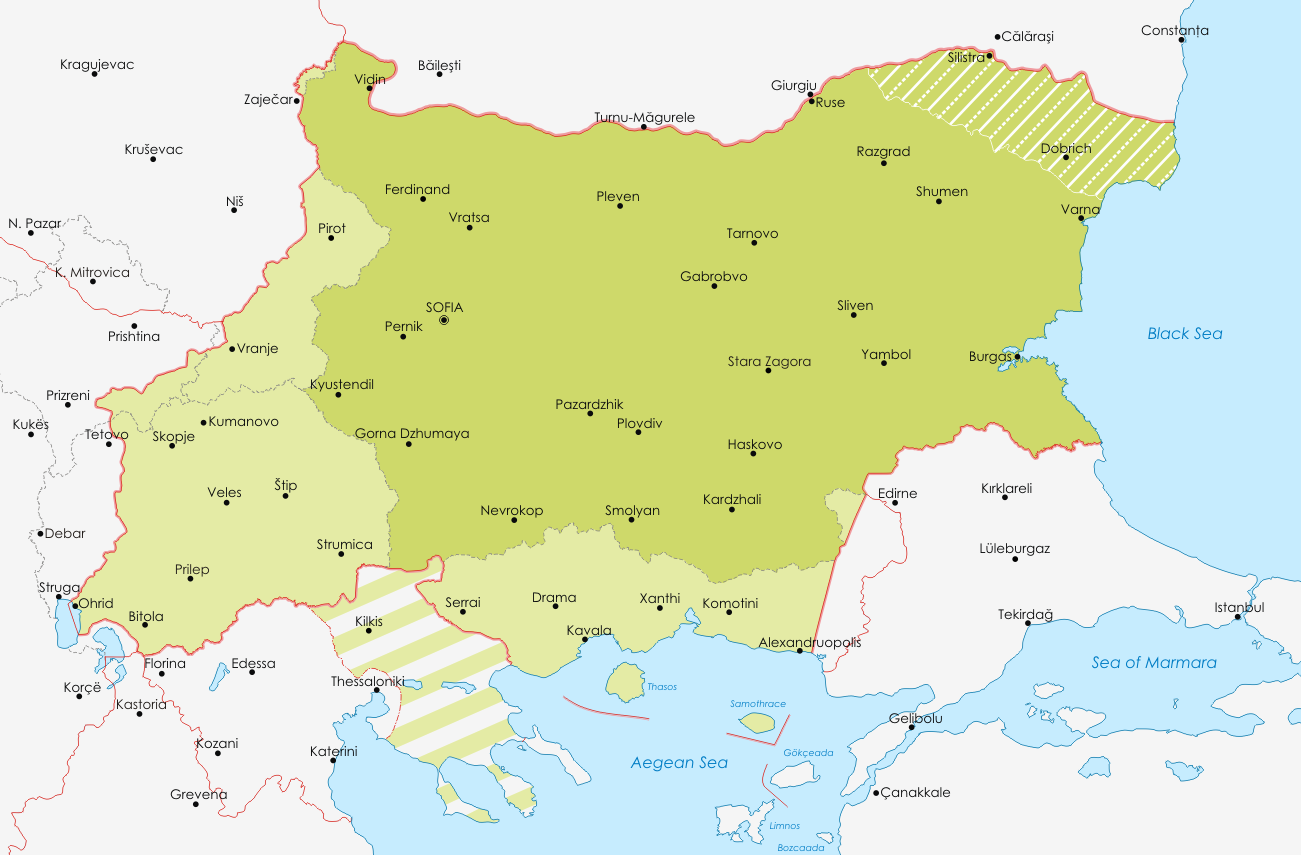
Mapa del Regne de Bulgària. En verd fosc - territoris després del 27 de novembre de 1919. En franges blanques: territoris després del 7 de setembre de 1940. En verd clar - territoris ocupats entre 1941 i 1944

El govern del Regne de Bulgària, encapçalat pel primer ministre Gueorgui Kiosseivànov, va declarar una posició de neutralitat després de l'esclat de la Segona Guerra Mundial. Bulgària estava decidida a observar-la fins al final de la guerra; però alhora esperava guanys territorials, sense sang, per tal de recuperar els territoris perduts en la Segona Guerra dels Balcans i la Primera Guerra Mundial, a més d'obtenir altres territoris amb una important població búlgara, que en aquells moments estaven ocupats pels països veïns. No obstant això, estava clar que la posició geopolítica central de Bulgària als Balcans conduiria inevitablement a una forta pressió externa per part de les dues faccions de la Segona Guerra Mundial. El 15 de febrer de 1940, després de la renúncia de Gueorgui Kiosseivànov, Bogdan Fílov va ser nomenat primer ministre del Regne de Bulgària.
El 7 de setembre de 1940, el Regne de Bulgària i el Regne de Romania, van signar el Tractat de Craiova. Va ser imposat per l'Alemanya Nazi, l'URSS i Itàlia, per bé que totes les grans forces involucrades en la Segona Guerra Mundial van tenir-hi una certa participació, per tal d'atraure Bulgària a les seves files.
Els termes de l'acord obligaven Romania a retornar a Bulgària la Dòbrudja Meridional ("Cadrilater" en romanès) i que es dugués a terme un intercanvi de població entre la Dòbrudja Septentrional i la Dòbrudja Meridional. Les tenses i tortuoses negociacions van tenir lloc el 19 d'agost de 1940. El bàndol romanès buscava fer les menors concessions possibles, però en última instància, va haver de retornar la part sud de la Dòbrudja al Regne de Bulgària.

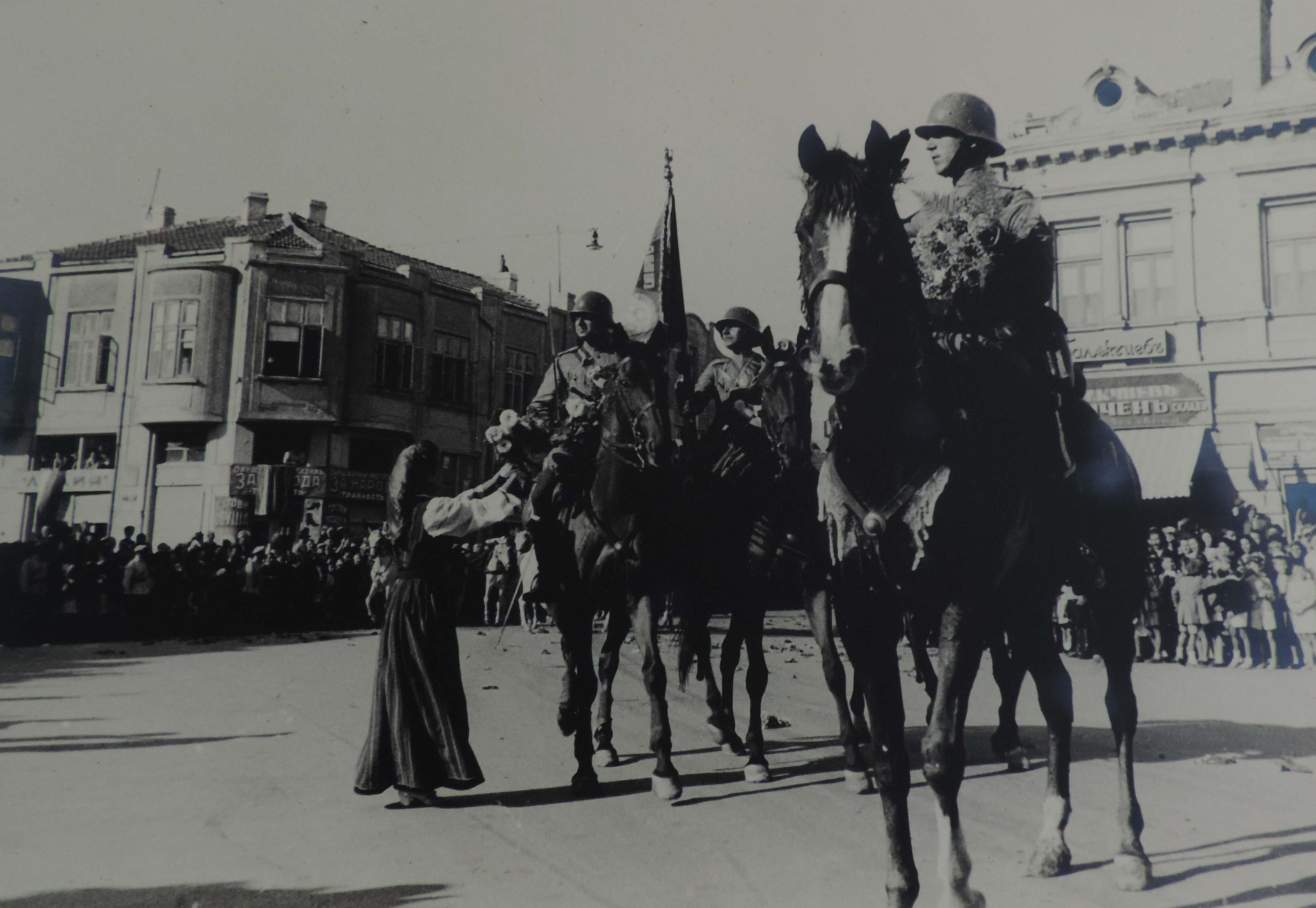
L'exèrcit búlgar entrant a Dobrudja Meridional.

L'1 de març de 1941, Bulgària va signar formalment el Pacte Tripartit, amb la qual cosa es convertia en aliat de l'Alemanya Nazi, l'Imperi del Japó i el Regne d'Itàlia. Les tropes alemanyes van entrar al país per preparar les invasions alemanyes del Regne de Grècia i el Regne de Iugoslàvia. Quan Iugoslàvia i Grècia van ser derrotades, Bulgària va poder ocupar tota la Tràcia grega i la major part de Macedònia. Bulgària va declarar la guerra al Regne Unit i als Estats Units, però va resistir la pressió alemanya per declarar la guerra a la Unió Soviètica, temorosa del sentiment pro-rus al país.
La resistència als alemanys i al règim búlgar es va estendre el 1943, coordinada principalment pels comunistes. Juntament amb els agraris, ara liderats per Nikola Petkov, els socialdemòcrates i fins i tot molts oficials de l'exèrcit, van fundar el Front de la Pàtria. Els partisans operaven a les zones muntanyoses de ponent i sud. El 1944, quan era obvi que Alemanya estava perdent la guerra, el règim va començar a buscar una sortida. Bojílov va dimitir al maig, i el seu successor Ivan Ivanov Bagriànov, va intentar organitzar negociacions amb els aliats occidentals.
Mentrestant, la capital, Sofia, va ser bombardejada a finals de 1943 i principis de 1944, i posteriorment es van produir incursions a d'altres ciutats importants. Però fou l'exèrcit soviètic el que avançà ràpidament cap a Bulgària. A l'agost, Bulgària va anunciar unilateralment la seva retirada de la guerra i va demanar a les tropes alemanyes que abandonessin el país: les tropes búlgares es van retirar ràpidament de Grècia i Iugoslàvia. Al setembre, els soviètics van travessar la frontera nord. El govern, desesperat per evitar una ocupació soviètica, va declarar la guerra a Alemanya, però els soviètics no es podien desacreditar, i el 8 de setembre van declarar la guerra a Bulgària, que es va trobar durant uns dies en guerra amb Alemanya i la Unió Soviètica. El 16 de setembre, l'exèrcit soviètic va entrar a Sofia.

### Transport i indústria
Després d'una forta recessió econòmica a causa de les pèrdues durant la Primera Guerra Mundial, es va iniciar una intensiva modernització i expansió del sector industrial.

### Mort
L'agost de 1943, el tsar Boris va morir sobtadament quan tornava d'Alemanya (possiblement assassinat, tot i que això mai no s'ha demostrat) i va ser succeït pel seu fill de sis anys, Simeó II. El poder real el detenia un consell de regents dirigit pel jove oncle del tsar, el príncep Ciril. El nou primer ministre, Dobri Bojílov, fou, en molts aspectes, un titella des alemanys.

## Simeó II i la fi del regne de Bulgària

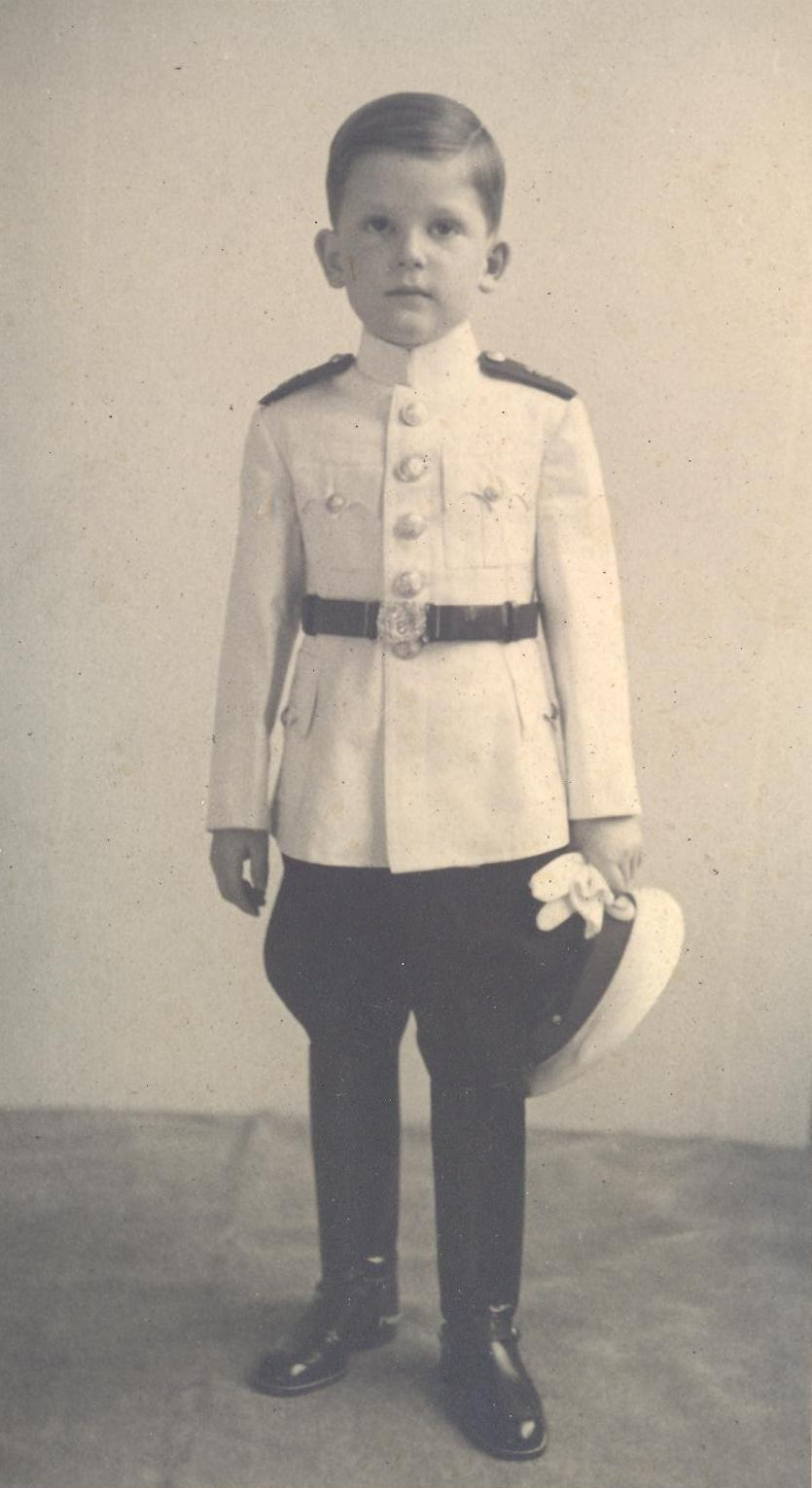
Simeó II

### Primer consell de la regència
A causa de la minoria d'edat del monarca, l'Assemblea Nacional elegí tres membres per formar del Consell de la Regència, i desenvolupar algunes de les funcions atribuïdes al monarca. Els seus membres foren Bodgan Fílov, el príncep Ciril i el tinent general Nikola Míhov. La composició se seleccionà amb la intervenció de l'Alemanya nazi, dictada pel moment polític particular i la necessitat de consolidar les forces del govern durant la Segona Guerra Mundial. El govern del país continuà i intensificà la repressió contra l'oposició il·legal (que incloïa el Front de la Pàtria i els partisans).
El Consell de la Regència va jurar el càrrec abans de la sessió de l'Assemblea Nacional d'11 de setembre de 1943. Aquest acte es va dur a terme amb una flagrant violació de la Constitució de Tàrnovo, segons la qual només l'Assemblea Nacional podia triar regents. Una segona violació de la Constitució fou l'elecció del príncep Ciril, un representant de la dinastia governant.
El Consell de la Regència era fortament pro-alemany i mantingué les estretes relacions de Bulgària amb l'Alemanya Nazi i el Pacte Tripartit fins a l'arribada al poder del govern de Konstantín Muravíev (2 de setembre de 1944).

### Cop d'estat del 9 de setembre
El Front de la Pàtria va prendre possessió del govern després del cop d'estat del 9 de setembre, i establí un ampli govern de coalició, encapçalat per l'antic primer ministre Kimon Gueorguíev, i incloent els socialdemòcrates i els agraris. Fins al 1945, Bulgària va participar en l'etapa final de la Segona Guerra Mundial com a part de la coalició antihitleriana.

### Final de la guerra i postguerra
L'1 de febrer de 1945 es van mostrar les noves realitats del poder a Bulgària, quan el príncep Ciril, l'exprimer ministre Bogdan Fílov i centenars d'altres funcionaris del règim anterior van ser arrestats per crims de guerra. Al juny, Ciril i els altres regents, vint-i-dos exministres i molts altres van ser executats. El setembre del 1946, es va organitzar un plebiscit que va abolir la monarquia, i el jove tsar Simeó va ser enviat a l'exili. Els comunistes aquest cop van prendre el poder obertament, amb Vassil Kolàrov com a president i Gueorgui Dimitrov com a primer ministre. Les eleccions lliures promeses per al 1946 foren descaradament manipulades i van ser boicotades per l'oposició. Els agraris es van negar a cooperar amb el nou règim, i al juny de 1947 el seu líder, Nikola Petkov, va ser arrestat. Malgrat les fortes protestes internacionals, va ser executat al setembre. Això va marcar l'establiment definitiu d'un règim comunista a Bulgària.
Sota els termes de l'acord de pau de 1947, es va permetre a Bulgària de mantenir la Dobrudja Meridional, però renunciava formalment a totes les reclamacions del territori grec i iugoslau. 150.000 búlgars van ser expulsats de la Tràcia grega. Els comunistes van prendre deliberadament un paper secundari en el nou govern al principi, però els representants soviètics eren el poder real al país. Es va establir una milícia popular controlada per comunistes, que assetjava i intimidava els partits no comunistes.